# Ciliopharyngiella
Ciliopharyngiellidae
Famille
Genre
Ciliopharyngiella est un genre de vers plats marins, le seul de la famille des Ciliopharyngiellidae. Cette famille appartient à l'ordre des Proseriata.

## Systématique
Les noms valides complets (avec auteur) de ces taxons sont :
- pour la famille : Ciliopharyngiellidae Ax, 1952,
- pour l'unique genre : Ciliopharyngiella Ax, 1952.

Autrefois classée dans les Typhloplanoida (synonyme hétérotypique), la famille des Ciliopharyngiellidae est maintenant classée dans l'ordre des Proseriata.

### Liste des espèces
Selon la base de données World Register of Marine Species (16 décembre 2023), le genre Ciliopharyngiella contient les espèces suivantes :
- Ciliopharyngiella constricta Martens & Schockaert, 1981
- Ciliopharyngiella intermedia Ax, 1952

### Publication originale
(de) Peter Ax, « Ciliopharyngiella intermedia nov. gen. nov. sp., Repräsentant einer neuen Turbellarien-Familie des marinen. Mesopsammon », Zoologische Jahrbuecher Systematik, vol. 81, 1952, p. 286-312